# French Open (Badminton)

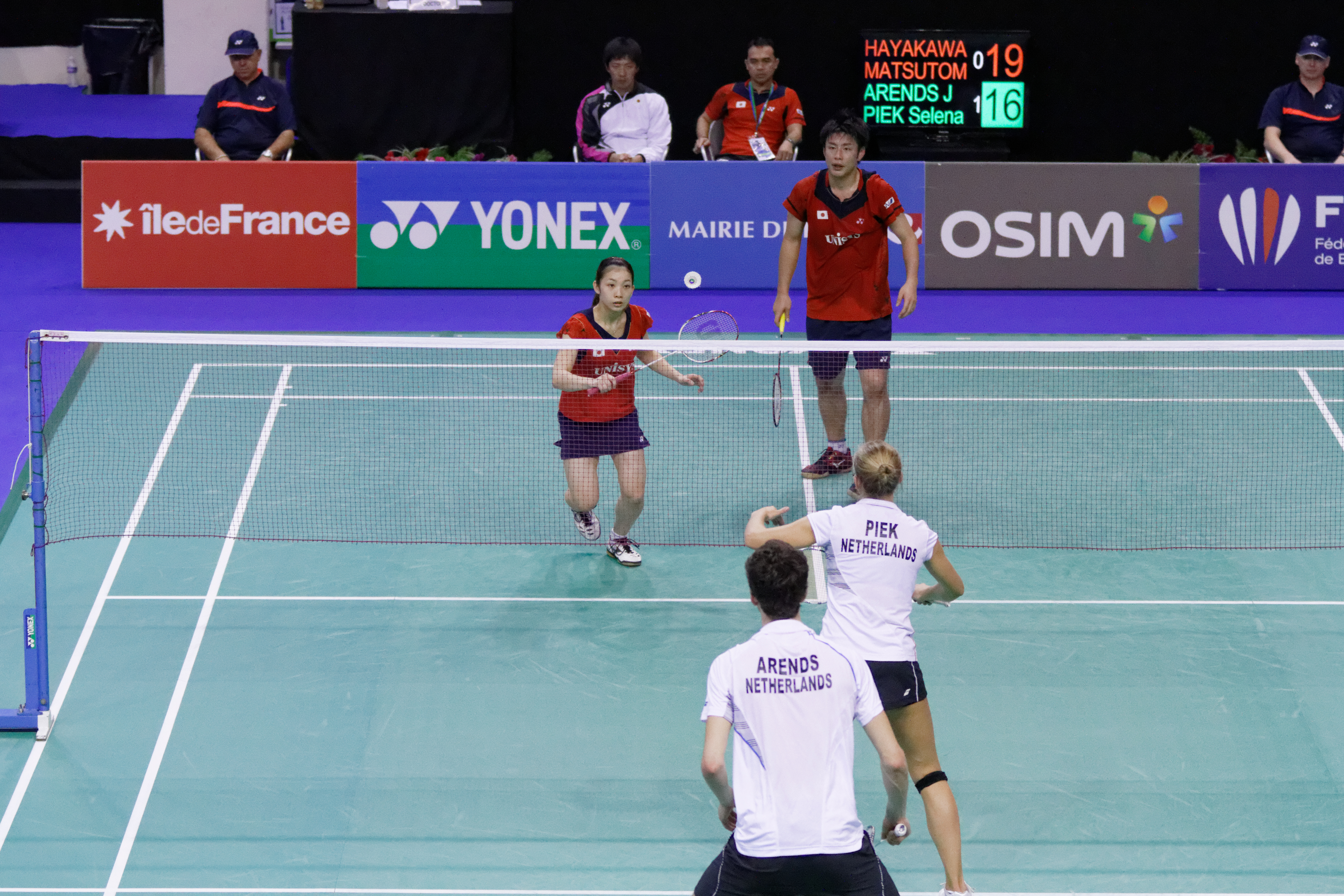
French Open 2013

Die French Open (auch Internationaux de France de Badminton) sind im Badminton die offenen internationalen Meisterschaften von Frankreich. Sie werden seit 1909 ausgetragen. Von 1915 bis 1934 fanden sie keine Austragung, wohl aber während des Zweiten Weltkrieges. Auch 1965, 1970 und 1994 legten die Titelkämpfe eine Pause ein. 2006 fanden sie ebenfalls nicht statt, waren in all den Jahren davor nicht einmal Bestandteil des BE Circuits, um dann 2007 mit einem Preisgeld von 200.000 US-Dollar in die oberste Riege der Badmintonwettbewerbe, der BWF Super Series aufzusteigen.

## Die Sieger
| Jahr        | Herreneinzel           | Dameneinzel            | Herrendoppel                                   | Damendoppel                                       | Mixed                                       |
| ----------- | ---------------------- | ---------------------- | ---------------------------------------------- | ------------------------------------------------- | ------------------------------------------- |
| 1908        | Frank Chesterton       | Margaret Larminie      | Frank Chesterton Stewart Marsden Massey        | Margaret Larminie Lavinia Clara Radeglia          | Frank Chesterton Margaret Larminie          |
| 1909        | Frank Chesterton       | Lavinia Clara Radeglia | George Alan Thomas Guy Sautter                 | Margaret Larminie Mary K. Bateman                 | George Alan Thomas Mary K. Bateman          |
| 1910        | George Alan Thomas     | Lavinia Clara Radeglia | George Alan Thomas Guy Sautter                 | Lavinia Clara Radeglia Mary K. Bateman            | George Alan Thomas Mary K. Bateman          |
| 1911        | George Alan Thomas     | Lavinia Clara Radeglia | George Alan Thomas Guy Sautter                 | Lavinia Clara Radeglia Mary K. Bateman            | Guy Sautter Lavinia Clara Radeglia          |
| 1912        | George Alan Thomas     | Lavinia Clara Radeglia | George Alan Thomas H. A. Gardner               | Lavinia Clara Radeglia Cécile Ropert              | George Alan Thomas Lavinia Clara Radeglia   |
| 1913        | George Alan Thomas     | Lavinia Clara Radeglia | Dorothy Bisgood Robert McCallum                | Lavinia Clara Radeglia Mary K. Bateman            | George Alan Thomas Lavinia Clara Radeglia   |
| 1914 – 1934 | nicht ausgetragen      | nicht ausgetragen      | nicht ausgetragen                              | nicht ausgetragen                                 | nicht ausgetragen                           |
| 1935        | Ralph Nichols          | Betty Uber             | Ralph Nichols Geoffrey J. Fish                 | Betty Uber Diana Doveton                          | Ralph Nichols Diana Doveton                 |
| 1936        | Ian Maconachie         | Marian Horsley         | Ian Maconachie K. Smedley                      | Margaret Tragett Marian Horsley                   | Ian Maconachie Marian Horsley               |
| 1937        | Ian Maconachie         | Mavis Green            | Ian Maconachie K. Smedley                      | Daphne Young Mavis Green                          | D. E. Kenyon Mavis Green                    |
| 1938        | Ian Maconachie         | Daphne Young           | Ian Maconachie K. Smedley                      | Daphne Young Mavis Green                          | Ian Maconachie Mavis Green                  |
| 1939        | A. S. Samuel           | Mavis Green            | A. S. Samuel C. C. Ricketts                    | Connie Davidson Mavis Green                       | C. C. Ricketts Mavis Green                  |
| 1940        | Henri Pellizza         | Yvonne Girard          | Henri Pellizza René Gathier                    | Yvonne Girard Madeleine Girard                    | Henri Pellizza Madeleine Girard             |
| 1941        | Michel Marret          | Yvonne Girard          | Michel Marret René Mathieu                     | Yvonne Girard Madeleine Girard                    | Michel Marret Madeleine Girard              |
| 1942        | Yves Baudoin           | Yvonne Girard          | Michel Marret René Mathieu                     | Yvonne Girard Madeleine Girard                    | Michel Marret Madeleine Girard              |
| 1943        | Henri Pellizza         | Yvonne Girard          | Michel Marret Henri Pellizza                   | Yvonne Girard Madeleine Girard                    | Michel Marret Madeleine Girard              |
| 1944        | Henri Pellizza         | Yvonne Girard          | Michel Marret Henri Pellizza                   | Yvonne Girard Madeleine Girard                    | Henri Pellizza Simone Pellizza              |
| 1945        | Ozzie Hilton           | Yvonne Girard          | Ozzie Hilton Jacques Rozier                    | Yvonne Girard Madeleine Girard                    | Ozzie Hilton Claude Carvallo                |
| 1946        | Henri Pellizza         | Jean Bardsley          | Michel Marret Henri Pellizza                   | Yvonne Girard Madeleine Girard                    | Yves Baudoin Yvonne Girard                  |
| 1947        | James Hone             | Lucy Barlow            | S. G. Bell James Hone                          | Mavis Henderson Lucy Barlow                       | James Hone Mavis Henderson                  |
| 1948        | Palle Granlund         | Mavis Henderson        | Niels Graeffe Bent Palling                     | Mavis Henderson Audrey Stone                      | James Hone Mavis Henderson                  |
| 1949        | David Choong           | Anne Lehmeier          | Foo Sun Lau Yat Sun Lau                        | Mavis Henderson Audrey Stone                      | David Choong Anne Lehmeier                  |
| 1950        | David Choong           | Audrey Blathwayt       | David Choong John Newland                      | Audrey Blathwayt M. Crombie                       | David Choong Audrey Stone                   |
| 1951        | Ong Poh Lim            | Betty Grace            | Ong Poh Lim Ismail Marjan                      | Queenie Webber Audrey Stone                       | Eddy Choong Queenie Webber                  |
| 1952        | Eddy Choong            | Audrey Stone           | David Choong Eddy Choong                       | Mavis Henderson Audrey Stone                      | Eddy Choong Queenie Webber                  |
| 1953        | Eddy Choong            | Aase Schiøtt Jacobsen  | David Choong Eddy Choong                       | Aase Schiøtt Jacobsen Annelise Petersen           | Eddy Choong Jenifer Peters                  |
| 1954        | Alistair McIntyre      | Elisabeth O’Beirne     | Ralph Nichols Geoffrey J. Fish                 | Elisabeth O’Beirne Marie Rose Wyatt               | Ralph Nichols Elisabeth O’Beirne            |
| 1955        | S. D. McLean           | A. Durst               | Pierre Lenoir Ghislain Vasseur                 | Yvonne Girard Mireille Laurent                    | S. D. McLean H. Laing                       |
| 1956        | Gordon Rowlands        | Maggie McIntosh        | A. C. Bahrée C. L. Yap                         | Marjory B. Forrester Maggie McIntosh              | A. J. Malone Marjory B. Forrester           |
| 1957        | Ferry Sonneville       | Sheila Ryder           | David Choong Ferry Sonneville                  | Mimi Wyatt Ruth Page                              | David Choong Sonia Cambril                  |
| 1958        | Peter Knack            | Pratuang Pattabongse   | Atte Nyberg Rolf Olsson                        | Pratuang Pattabongse Julie Charles                | Rolf Olsson Ingrid Dahlberg                 |
| 1959        | Lee Kin Tat            | Pamela S. Wheating     | Lee Kin Tat Jimmy Lim                          | Mireille Laurent Marjorie Sharp                   | Atte Nyberg Mireille Laurent                |
| 1960        | Ferry Sonneville       | Rita A. Rabey          | Heah Hock Heng Jimmy Lim                       | Audrey Stone Ursula Smith                         | Ferry Sonneville Yvonne Theresia Sonneville |
| 1961        | Erland Kops            | Hanne Jensen           | Finn Kobberø Erland Kops                       | Rita A. Rabey Janet Brennan                       | Erland Kops Hanne Jensen                    |
| 1962        | Charoen Wattanasin     | Tan Gaik Bee           | Finn Kobberø Bengt Nielsen                     | Bitten Nielsen Tan Gaik Bee                       | Finn Kobberø Tan Gaik Bee                   |
| 1963        | Lee Kin Tat            | Irmgard Latz           | Heinz Honegger Torkild Nielsen                 | Irmgard Latz Imre Rietveld                        | C. Harvey Janet Brennan                     |
| 1964        | Oon Chong Jin          | Imre Rietveld          | Oon Chong Teik Oon Chong Jin                   | Julie Charles Imre Rietveld                       | Oon Chong Jin Julie Charles                 |
| 1965        | nicht ausgetragen      | nicht ausgetragen      | nicht ausgetragen                              | nicht ausgetragen                                 | nicht ausgetragen                           |
| 1966        | Ang Tjin Siang         | Imre Rietveld          | Ang Tjin Siang Wong Pek Shen                   | Julie Charles Imre Rietveld                       | Erland Kops Marianne Svensson               |
| 1967        | Lee Kin Tat            | Gerda Schumacher       | Willi Braun Detlef Würfel                      | Julie Charles Imre Rietveld                       | Klaus Tetenberg Gudrun Ziebold              |
| 1968        | Sture Johnsson         | Eva Twedberg           | Horst Lösche Gerhard Kucki                     | Eva Twedberg Karin Dittberner                     | Herman Leidelmeijer Lily ter Metz           |
| 1969        | Elo Hansen             | Julie Rickard          | Oon Chong Hau Koh Kheng Siong                  | Julie Rickard Alison Glenie                       | Elo Hansen Lene Horvid                      |
| 1970        | nicht ausgetragen      | nicht ausgetragen      | nicht ausgetragen                              | nicht ausgetragen                                 | nicht ausgetragen                           |
| 1971        | Torsten Winter         | Brigitte Potthoff      | Torsten Winter Hugo Wilmes                     | Brigitte Potthoff June Jacques                    | Klaus Steden Brigitte Potthoff              |
| 1972        | Herman Moens           | Margaret Gardner       | Holger Rode Edelwald Rumpel                    | Margaret Gardner Yveline Hue                      | Per Walsøe Yveline Hue                      |
| 1973        | Tage Nielsen           | Lene Büchert           | Peter Bullivant William Kidd                   | Lene Büchert Kirsten Kjærbye                      | Søren Willandsen Vibeke Brisson             |
| 1974        | David Hunt             | Margaret Gardner       | David Hunt Peter Penneket                      | Margaret Gardner Patricia Assinder                | Daniel Gosset Kirsten Ballisager            |
| 1975        | David Hunt             | Yu Yuk Geor            | David Hunt Peter Penneket                      | Lim Shour Yu Yuk Geor                             | David Hunt Patricia Assinder                |
| 1976        | Peter Penneket         | Yu Yuk Geor            | David Hunt Peter Penneket                      | Lim Shour Yu Yuk Geor                             | Liao Kun-fu Lim Shour                       |
| 1977        | David Hunt             | Inge Rozemeijer        | Duncan Bridge Brian Keeling                    | Sylvia Robbe Inge Rozemeijer                      | David Hunt Patricia Assinder                |
| 1978        | Gregor Berden          | Alison Bryson          | Andy Goode Richard Purser                      | Elizabeth Adam M. Jack                            | Richard Purser Patricia Assinder            |
| 1979        | Andy Goode             | Alison Bryson          | Roland Maywald Karl-Heinz Zwiebler             | Ingrid Morsch Vera Martini                        | Karl-Heinz Zwiebler Ingrid Morsch           |
| 1980        | Gert Helsholt          | Pia Nielsen            | Peter Holm Hans Olaf Birkholm                  | Marieluise Zizmann Liselotte Blumer               | Peter Holm Pia Nielsen                      |
| 1981        | Steve Baddeley         | Svetlana Belyasova     | Andy Goode Steve Baddeley                      | Svetlana Belyasova Vard Poghosyan                 | Nigel Tier Alison Fulton                    |
| 1982        | Zubair Ahmed           | Denyse Julien          | Bob MacDougall Mark Freitag                    | Johanne Falardeau Linda Cloutier                  | Bob MacDougall Johanne Falardeau            |
| 1983        | Vimal Kumar            | Alison Fulton          | Partho Ganguli Vikram Singh                    | Alison Fulton Jill Benson                         | Stefan Frey Mechtild Hagemann               |
| 1984        | Vimal Kumar            | Wendy Poulton          | Jan de Mulder Eddy van Herbruggen              | Wendy Poulton Corinne Sonnet                      | Eddy van Herbruggen Wendy Poulton           |
| 1985        | Kim Brodersen          | Maria Henning          | Kim Brodersen Claus Thomsen                    | Maria Henning Lilian Johansson                    | Lars Noies Dorthe Lynge                     |
| 1986        | Kerrin Harrison        | Julie McDonald         | Kerrin Harrison Glenn Stewart                  | Anne Méniane Catherine Lechalupé                  | Graeme Robson Julie McDonald                |
| 1987        | Ib Frederiksen         | Kim Yun-ja             | Lee Deuk-choon Kim Moon-soo                    | Hwang Hye-young Chung Myung-hee                   | Park Joo-bong Kim Yun-ja                    |
| 1988        | Icuk Sugiarto          | Hwang Hye-young        | Park Joo-bong Sung Han-kuk                     | Hwang Hye-young Chung Myung-hee                   | Park Joo-bong Chung So-young                |
| 1989        | Xiong Guobao           | Li Lingwei             | Li Yongbo Tian Bingyi                          | Sun Xiaoqing Zhou Lei                             | Wang Pengren Shi Fangjing                   |
| 1990        | Foo Kok Keong          | Hwang Hye-young        | Park Joo-bong Kim Moon-soo                     | Hwang Hye-young Chung Myung-hee                   | Kim Moon-soo Chung So-young                 |
| 1991        | Jaimie Dawson          | Doris Piché            | Yap Yee Hup Yap Yee Guan                       | Katrin Schmidt Kerstin Ubben                      | Michael Keck Anne-Katrin Seid               |
| 1992        | Wan Zhengwen           | Doris Piché            | Li Yongbo Tian Bingyi                          | Rhonda Cator Anna Lao                             | Liu Jianjun Wang Xiaoyuan                   |
| 1993        | Hendrawan              | Yao Yan                | Denny Kantono S. Antonius Budi Ariantho        | Yao Fen Lin Yanfen                                | Aryono Miranat Eliza Nathanael              |
| 1994        | Sun Jun                | Zhang Ning             | Aras Razak Amon Santoso                        | Helene Kirkegaard Rikke Olsen                     | Liang Qing Peng Yun                         |
| 1995        | George Rimarcdi        | Elena Rybkina          | Sigit Budiarto Dicky Purwotjugiono             | Margit Borg Maria Bengtsson                       | Thomas Stavngaard Anne Søndergaard          |
| 1996        | Kenneth Jonassen       | Marina Andrievskaia    | Michael Keck Dharma Gunawi                     | Brenda Conijn Nicole van Hooren                   | Jesper Larsen Majken Vange                  |
| 1997        | Chris Bruil            | Kelly Morgan           | Tony Gunawan Victo Wibowo                      | Cynthia Tuwankotta Eti Tantra                     | Peter Jeffrey Sarah Hardaker                |
| 1998        | Niels Christian Kaldau | Aparna Popat           | Jan Jørgensen Ove Svejstrup                    | Tsai Hui-min Chen Li-chin                         | Norbert van Barneveld Lotte Bruil           |
| 1999        | Chen Gang              | Zhou Mi                | Anthony Clark Ian Sullivan                     | Qin Yiyuan Gao Ling                               | Chen Gang Qin Yiyuan                        |
| 2000        | Siddharth Jain         | Takako Ida             | Keita Masuda Tadashi Ohtsuka                   | Xu Li Qiang Hong                                  | Chan Chong Ming Joanne Quay                 |
| 2001        | Abhinn Shyam Gupta     | Brenda Beenhakker      | Vincent Laigle Svetoslav Stoyanov              | Erica van den Heuvel Nicole van Hooren            | Chris Bruil Lotte Bruil                     |
| 2002        | Luo Yigang             | Xie Xingfang           | Cheng Rui Wang Wei                             | Zhang Yawen Zhao Tingting                         | Zheng Bo Zhang Yawen                        |
| 2003        | Marc Zwiebler          | Pi Hongyan             | Joachim Fischer Nielsen Carsten Mogensen       | Yoshiko Iwata Miyuki Tai                          | Jörgen Olsson Frida Andreasson              |
| 2004        | Chen Jin               | Pi Hongyan             | Gan Teik Chai Koo Kien Keat                    | Du Jing Yu Yang                                   | Xie Zhongbo Yu Yang                         |
| 2005        | Stanislav Pukhov       | Pi Hongyan             | Simon Mollyhus Anders Kristiansen              | Elodie Eymard Weny Rahmawati                      | Nabil Lasmari Eny Widiowati                 |
| 2006        | nicht ausgetragen      | nicht ausgetragen      | nicht ausgetragen                              | nicht ausgetragen                                 | nicht ausgetragen                           |
| 2007        | Lee Chong Wei          | Xie Xingfang           | Fu Haifeng Cai Yun                             | Zhang Yawen Wei Yili                              | Flandy Limpele Vita Marissa                 |
| 2008        | Peter Gade             | Wang Lin               | Markis Kido Hendra Setiawan                    | Du Jing Yu Yang                                   | He Hanbin Yu Yang                           |
| 2009        | Lin Dan                | Wang Yihan             | Markis Kido Hendra Setiawan                    | Ma Jin Wang Xiaoli                                | Nova Widianto Liliyana Natsir               |
| 2010        | Taufik Hidayat         | Wang Yihan             | Mathias Boe Carsten Mogensen                   | Duanganong Aroonkesorn Kunchala Voravichitchaikul | Sudket Prapakamol Saralee Thungthongkam     |
| 2011        | Lee Chong Wei          | Wang Xin               | Jung Jae-sung Lee Yong-dae                     | Wang Xiaoli Yu Yang                               | Joachim Fischer Nielsen Christinna Pedersen |
| 2012        | Daren Liew             | Minatsu Mitani         | Ko Sung-hyun Lee Yong-dae                      | Ma Jin Tang Jinhua                                | Xu Chen Ma Jin                              |
| 2013        | Jan Ø. Jørgensen       | Wang Shixian           | Markis Kido Markus Fernaldi Gideon             | Bao Yixin Tang Jinhua                             | Zhang Nan Zhao Yunlei                       |
| 2014        | Chou Tien-chen         | Wang Shixian           | Mathias Boe Carsten Mogensen                   | Wang Xiaoli Yu Yang                               | Tontowi Ahmad Liliyana Natsir               |
| 2015        | Lee Chong Wei          | Carolina Marín         | Lee Yong-dae Yoo Yeon-seong                    | Huang Yaqiong Tang Jinhua                         | Ko Sung-hyun Kim Ha-na                      |
| 2016        | Shi Yuqi               | He Bingjiao            | Mathias Boe Carsten Mogensen                   | Chen Qingchen Jia Yifan                           | Zheng Siwei Chen Qingchen                   |
| 2017        | Srikanth Kidambi       | Tai Tzu-ying           | Lee Jhe-huei Lee Yang                          | Greysia Polii Apriyani Rahayu                     | Tontowi Ahmad Liliyana Natsir               |
| 2018        | Chen Long              | Akane Yamaguchi        | Han Chengkai Zhou Haodong                      | Mayu Matsumoto Wakana Nagahara                    | Zheng Siwei Huang Yaqiong                   |
| 2019        | Chen Long              | An Se-young            | Markus Fernaldi Gideon Kevin Sanjaya Sukamuljo | Lee So-hee Shin Seung-chan                        | Praveen Jordan Melati Daeva Oktavianti      |
| 2020        | nicht ausgetragen      | nicht ausgetragen      | nicht ausgetragen                              | nicht ausgetragen                                 | nicht ausgetragen                           |
| 2021        | Kanta Tsuneyama        | Akane Yamaguchi        | Ko Sung-hyun Shin Baek-cheol                   | Lee So-hee Shin Seung-chan                        | Yuta Watanabe Arisa Higashino               |
| 2022        | Viktor Axelsen         | He Bingjiao            | Satwiksairaj Rankireddy Chirag Shetty          | Pearly Tan Thinaah Muralitharan                   | Zheng Siwei Huang Yaqiong                   |
| 2023        | Jonatan Christie       | Chen Yufei             | Kim Astrup Anders Skaarup Rasmussen            | Jongkolphan Kititharakul Rawinda Prajongjai       | Jiang Zhenbang Wei Yaxin                    |
| 2024        | Shi Yuqi               | An Se-young            | Satwiksairaj Rankireddy Chirag Shetty          | Chen Qingchen Jia Yifan                           | Feng Yanzhe Huang Dongping                  |
| 2025        |                        |                        |                                                |                                                   |                                             |